# Johannes Andersson i Knarrevik
Johannes Andersson i riksdagen kallad Andersson i Knarrevik, född 23 mars 1821 i Håby församling, Göteborgs och Bohus län, död där 21 maj 1898, var en svensk hemmansägare och riksdagsman.
Han var ledamot av bondeståndet 1865/66 för Lane, Tunge, Stångenäs, Sörbygdens och Sotenäs härader samt ledamot av andra kammaren 1870–1887B, invald i Tunge, Sörbygdens och Sotenäs häraders valkrets.